# Sovietskyi (huyện)
Huyện Sovietskyi (tiếng Ukraina: Совєтський район, chuyển tự: Sovietskyis’kyi raion) là một huyện của tỉnh Krym. Huyện Sovietskyi có diện tích 1079 km², dân số theo điều tra dân số ngày 5 tháng 12 năm 2001 là 37090 người với mật độ 34 người/km2. Trung tâm huyện nằm ở Sovietskyi.